# Constantina Tomescu
Constantina Tomescu, nascuda Constantina Diţă-Tomescu (23 de gener de 1970 a Turburea, província de Gorj, Romania) és una atleta romanesa especialista en curses de fons que es va proclamar campiona de la de prova de marató als Jocs de Pequín 2008
La prova de marató dels Jocs Olímpics de Pequín 2008 va tenir lloc el 17 d'agost, amb sortida en la Plaça de Tiananmen i arribada a l'Estadi Nacional. Constantina Tomescu va llançar el seu atac cap al km 15 i se'n va anar en solitari, cobrant aviat un gran avantatge que es va fer insalvable per als seus rivals. En el km 35 disposava d'1:15 d'avantatge. En els la part final de la prova va afluixar bastant el ritme, però va arribar a la meta amb un còmode avantatge, guanyant l'or amb 2h 26:44. La medalla de plata va ser per a la kenyana Catherine Ndereba (2h 27:06) i la de bronze per a la xinesa Zhou Chunxiu (2h 27:07)
Amb 38 anys complerts, Constantina Tomescu era la campiona olímpica de marató de major edat en la història.
A més de l'or olímpic, en el seu palmarès sobresurten la medalla de bronze als Mundials de Hèlsinki 2005, la victòria en la Marató de Chicago el 2004 i el títol de campiona mundial de mitja marató a Edmonton 2005.
Resideix i entrena habitualment en Boulder, Colorado, i està casada amb el seu entrenador, Valeriu Tomescu.

## Resultats
| Any  | Competició                    | Lloc       | Lloc             | Marca    |
| ---- | ----------------------------- | ---------- | ---------------- | -------- |
| 1998 | Campionat Europeu             | Budapest   | 17a en Marató    | 2h 34:35 |
| 1999 | Campionat del món             | Sevilla    | 19a en Marató    | 2h 36:28 |
| 2001 | Campionat del món             | Edmonton   | 10a en Marató    | 2h 30:38 |
| 2002 | Campionat Europeu             | Múnic      | 7a en 10.000 m.  | 31:53.61 |
| 2003 | Campionat del món             | París      | Aband. en Marató |          |
| 2003 | Camp. Mundial de Mitja Marató | Vilamoura  | 5a al mig Marató | 1h 10:05 |
| 2004 | Jocs Olímpics                 | Atenes     | 20a en Marató    | 2h 37:31 |
| 2004 | Camp. Mundial de Mitja Marató | Nova Delhi | 3a al mig Marató | 1h 09:07 |
| 2004 | Marató de Chicago             | Chicago    | 1a en Marató     | 2h 23:45 |
| 2005 | Campionat del món             | Hèlsinki   | 3a en Marató     | 2h 23:19 |
| 2005 | Camp. Mundial de Mitja Marató | Edmonton   | 1a al mig Marató | 1h 09:17 |
| 2006 | Campionat Europeu             | Göteborg   | 11a en 10.000 m. | 31:49.47 |
| 2006 | Campionat Mundial de 20 km    | Debrecen   | 2a en 20 km      | 1h 03:23 |
| 2007 | Marató de Londres             | Londres    | 3a en Marató     | 2h 23.55 |
| 2008 | Jocs Olímpics                 | Pequín     | 1a en Marató     | 2h 26:44 |

## Marques personals
- 5.000 metres - 15:28.91 (2000)
- 10.000 metres - 31:49.47 (2006)
- Intervé Marató - 1h 08:10 (2002)
- Marató - 2h 21:30 (2005)